# Erie Blades
Erie Blades byl profesionální americký klub ledního hokeje, který sídlil v pensylvánském městě Erie. V letech 1981–1982 působil v profesionální soutěži American Hockey League. Před AHL působil postupně v North American Hockey League a Eastern Hockey League. Blades ve své poslední sezóně v AHL skončily v základní části. Své domácí zápasy odehrával v hale Erie County Field House s kapacitou 11 286 diváků. Klubové barvy byly oranžová, černá a bílá.
Zanikl v roce 1982 po fúzi s týmem Baltimore Skipjacks. Klub byl během své existence farmami celků NHL. Jmenovitě se jedná o Boston Bruins a Pittsburgh Penguins.

## Umístění v jednotlivých sezonách
Stručný přehled
Zdroj: 
- 1975–1976: North American Hockey League (Západní divize)
- 1976–1977: North American Hockey League
- 1978–1979: Northeastern Hockey League
- 1979–1981: Eastern Hockey League
- 1981–1982: American Hockey League (Jižní divize)

Jednotlivé ročníky
Zdroj: 
Legenda: Z - zápasy, V - výhry, VP - výhry v prodloužení, R - remízy, P - porážky, PP - porážky v prodloužení, VG - vstřelené góly, OG - obdržené góly, +/- - rozdíl skóre, B - body, fialové podbarvení - reorganizace, změna skupiny či soutěže
| USA / Kanada (1975 – 1982) |                       |        |    |    |    |   |    |    |     |     |      |     |        |             |
| Sezóny                     | Liga                  | Úroveň | Z  | V  | VP | R | PP | P  | VG  | OG  | +/-  | B   | Pozice | Play-off    |
| 1975/76                    | NAHL (Západní divize) | –      | 74 | 37 | –  | 1 | –  | 36 | 310 | 298 | +12  | 75  | 3.     | Čtvrtfinále |
| 1976/77                    | NAHL                  | –      | 74 | 37 | –  | 4 | –  | 33 | 257 | 251 | +6   | 78  | 5.     | Semifinále  |
| ...                        |                       |        |    |    |    |   |    |    |     |     |      |     |        |             |
| 1978/79                    | NEHL                  | –      | 69 | 47 | –  | 3 | –  | 19 | 344 | 260 | +84  | 97  | 1.     | Vítěz NEHL  |
| 1979/80                    | EHL                   | –      | 70 | 46 | –  | 3 | –  | 21 | 349 | 241 | +108 | 95  | 1.     | Vítěz EHL   |
| 1980/81                    | EHL                   | –      | 72 | 52 | –  | 6 | –  | 14 | 407 | 252 | +155 | 110 | 1.     | Vítěz EHL   |
| 1981/82                    | AHL (Jižní divize)    | 2      | 80 | 22 | –  | 6 | –  | 52 | 317 | 425 | -108 | 50  | 6.     | –           |